# Hypognatha lagoas
Hypognatha lagoas Levi, 1996 è un ragno appartenente alla famiglia Araneidae.

## Etimologia
Il nome della specie deriva dal nome della località brasiliana di rinvenimento: Três Lagoas.

## Caratteristiche
L'olotipo maschile rinvenuto ha dimensioni: cefalotorace lungo 1,30mm, largo 1,08mm; opistosoma lungo 2,0mm, largo 2,0mm.

## Distribuzione
La specie è stata reperita nel Brasile meridionale: nei pressi di Três Lagoas, comune del Mato Grosso do Sul.

## Tassonomia
Al 2014 non sono note sottospecie e dal 1996 non sono stati esaminati nuovi esemplari.